# مشعل تولید
شعله تولید یک روش و روش فعلی برای دفع مقادیر زیادی از گازهای نفتی مرتبط (APG) در طول استخراج نفت خام  توسط مشعل سوزی است. گاز ابتدا از مایعات و جامدات پایین دست سر چاه جدا می‌شود، سپس در یک پشته شعله رها می‌شود و در جو زمین (معمولاً در شعله باز) احتراق می‌شود. در صورت انجام، گاز ناخواسته (بیشتر گاز طبیعی که متان بر آن غالب است) غیرمفید تلقی می‌شود که با شعله‌های ایمنی و تعمیر و نگهداری یا سایر روش‌های شعله‌ور شدن که با مدت زمان کوتاه‌تر یا حجم کمتر دفع گاز مشخص می‌شود، نباید اشتباه گرفته شود.
سالانه ۱۴۵ میلیارد متر مکعب گاز طبیعی در سال ۲۰۱۸ تخمین زده شد که در مشعلها میسوزد. اکثر ان به‌طور معمول در هزاران محل چاه شعله‌ور می‌شود و برابر با مصرف گاز طبیعی آمریکای جنوبی و مرکزی است. بزرگ‌ترین هفت کشور سوزاننده مشعل روسیه، عراق، ایران، ایالات متحده، الجزایر، ونزوئلا و نیجریه هستند. مناطق دورافتاده روسیه بیشترین میزان را دارد.

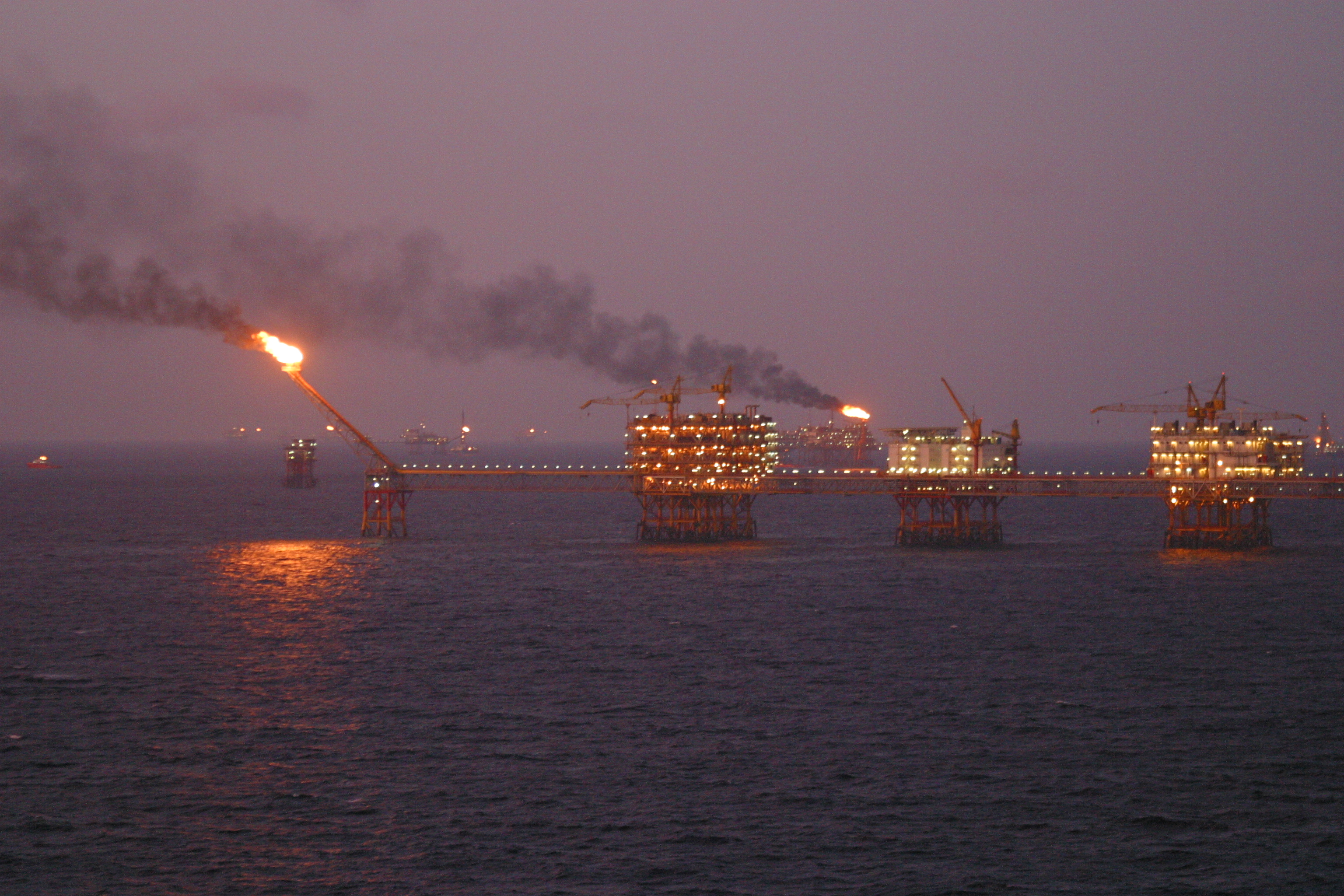
سایت‌های استخراج نفت خام در سواحل ویتنام در دریای چین جنوبی.

## مشغل سوزی در ایران
در ایران در سال ۱۴۰۳ تخمین زده شد که سالانه ۱۶ میلیارد متر مکعب گاز مشعل سوزانده می‌شود که معادل ۴ میلیارد دلار اتلاف مالی است علاوه بر آلودگی هوا. یعنی حدود ده درصد از مشعل سوزی جهان.